# 青葉山站

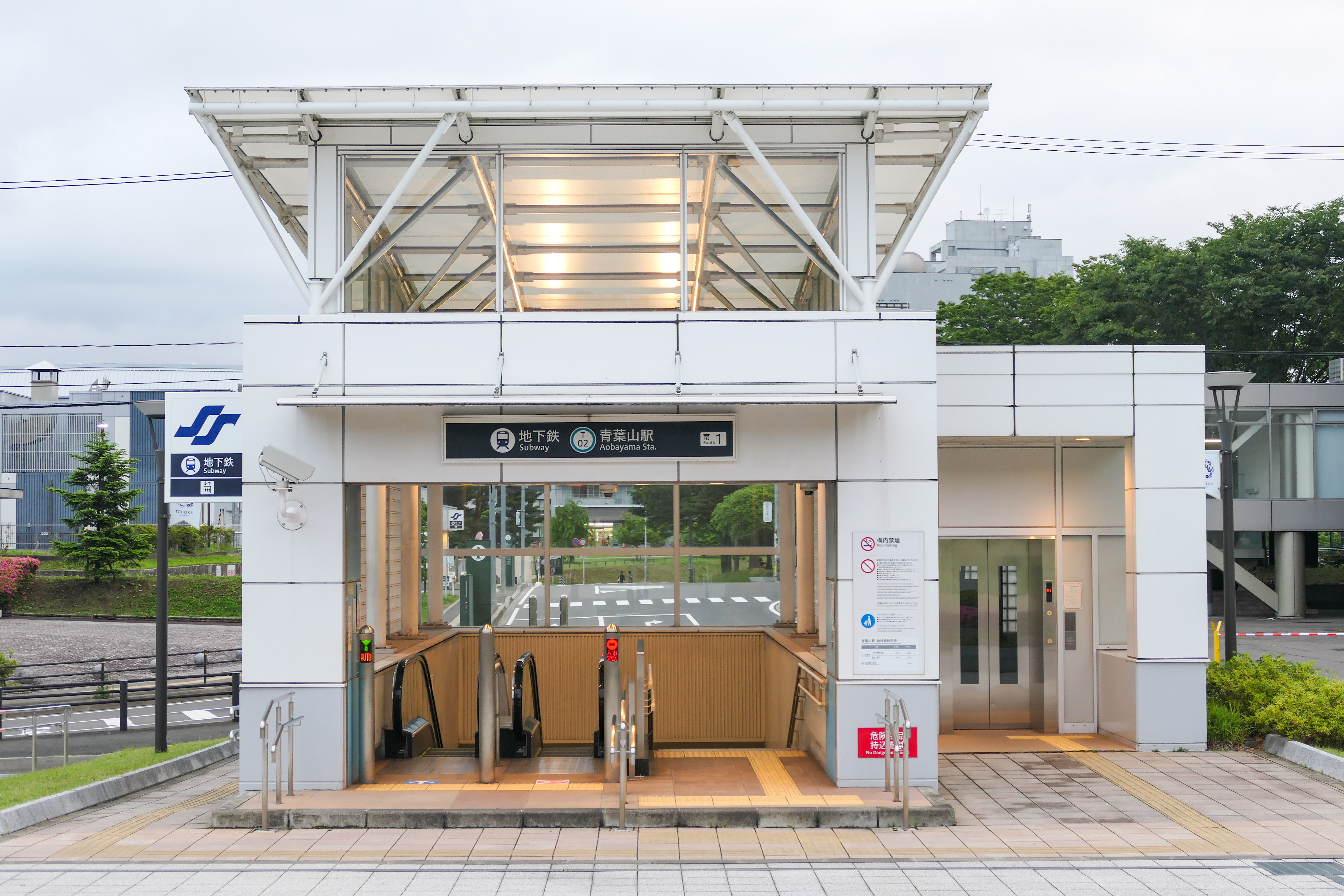
南1出入口（2024年6月）

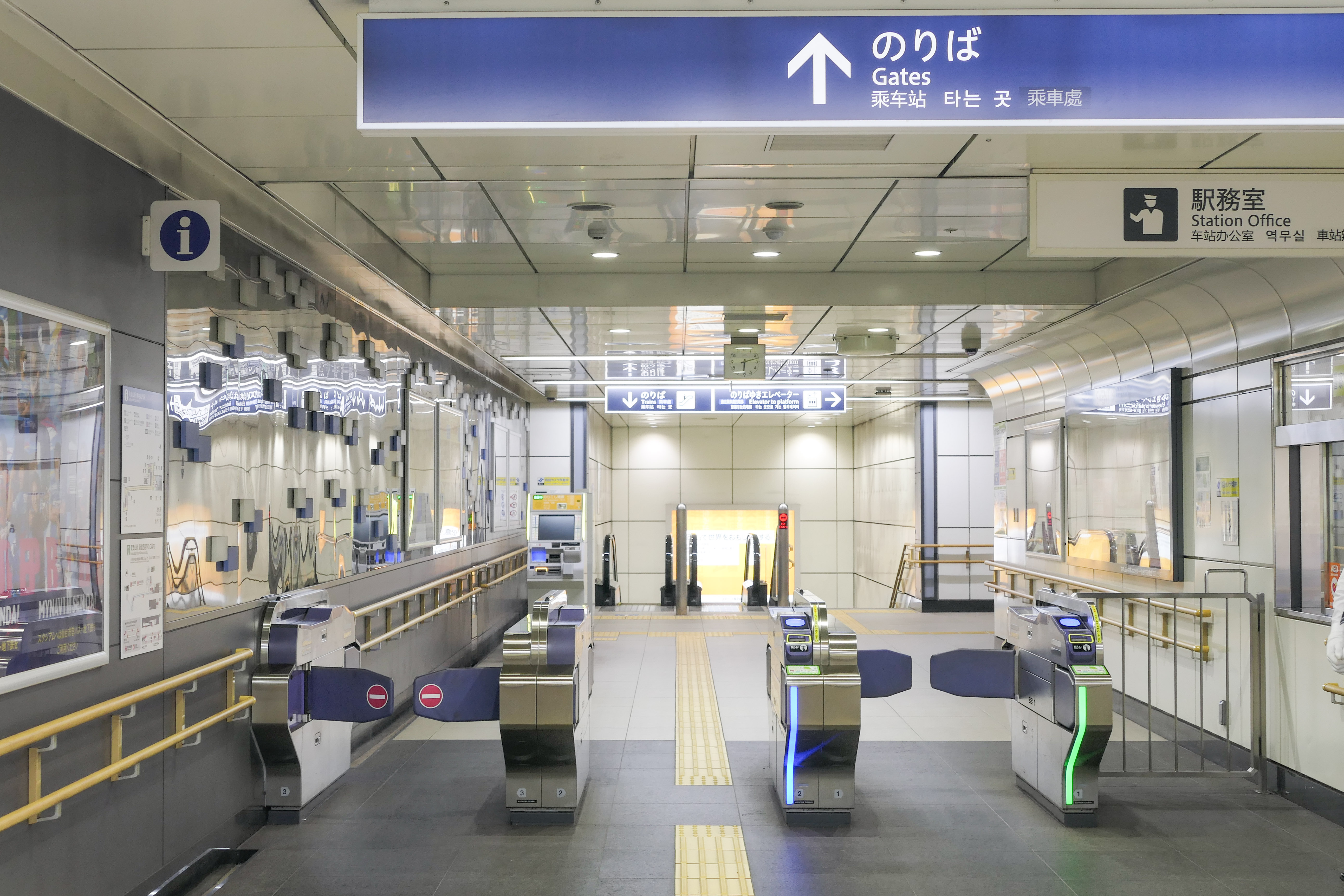
驗票閘口（2024年6月）

青葉山站（日语：／ Aobayama eki */?）是一個位於日本宮城縣仙台市青葉區荒卷字青葉，屬於仙台市地下鐵東西線的地鐵站。車站編號是T02。副站名是「東北大學青葉山校園前」。

## 車站結構

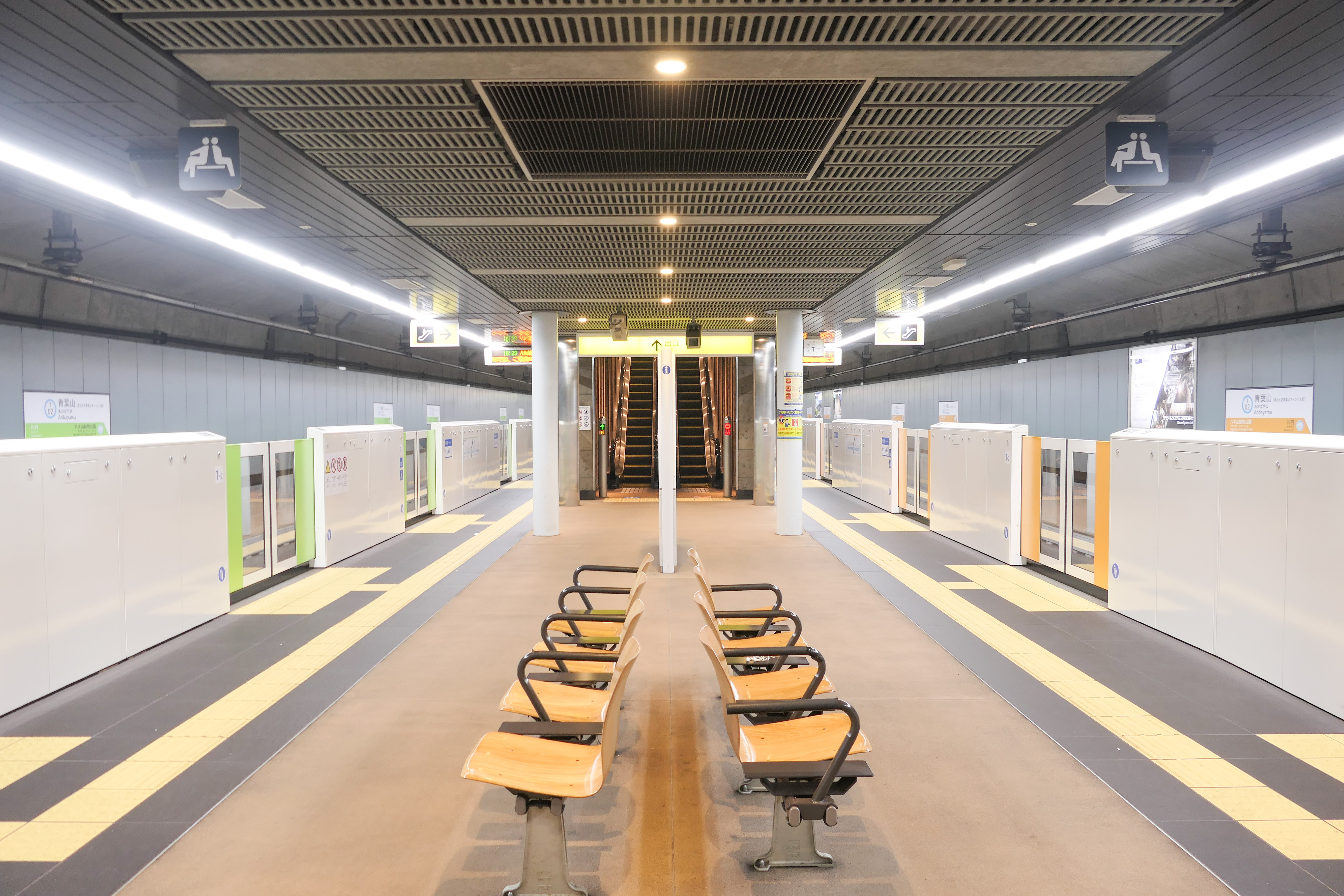
1號與2號月台（2024年6月）

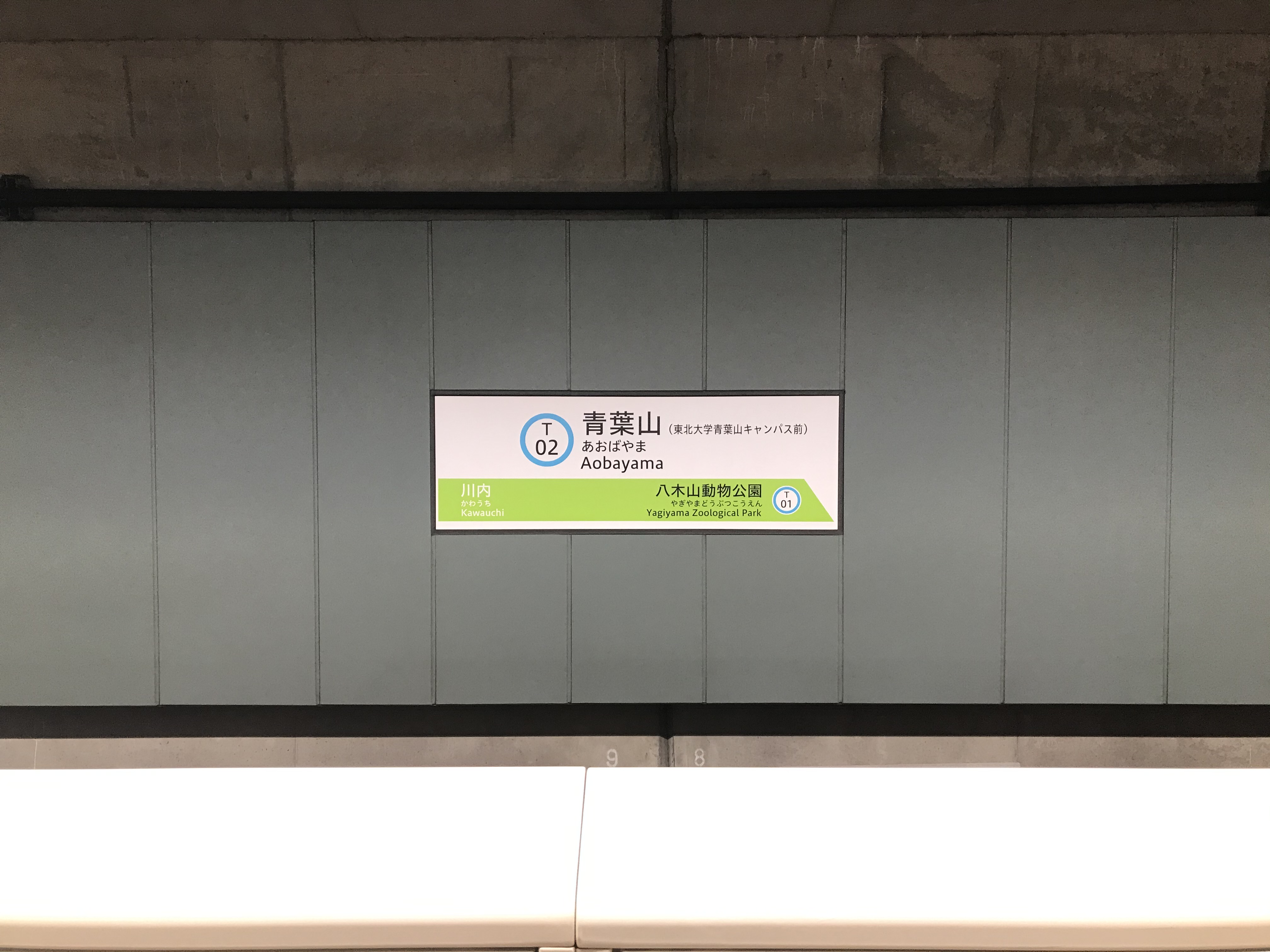
站牌(2021年2月)

月台位於地下5樓（深約29公尺）。車站北側設有青葉山變電所。

### 月台配置
| 月台 | 路線     | 目的地             |
| ---- | -------- | ------------------ |
| 1    | ■ 東西線 | 仙台、荒井方向     |
| 2    | ■ 東西線 | 八木山動物公園方向 |

## 使用情況
| 上車人次推移 | 上車人次推移     |
| 年度         | 一日平均上車人次 |
| ------------ | ---------------- |
| 2015         | 2,791            |
| 2016         | 3,195            |
| 2017         | 3,846            |

- 2017年度（平成29年度）
  - 1日平均上車人數：3,846人[3]

一日平均上車人次（單位：人/日）

## 歷史
- 2006年（平成18年）：開工。
- 2015年（平成27年）12月6日：開業。

## 相鄰車站
仙台市地下鐵
■ 東西線
八木山動物公園（T01）－青葉山（T02）－川內（T03）

## 外部連結
- 仙台市交通局 東西線
  - 青葉山駅 建設概要
  - 青葉山駅 デザイン
  - 青葉山駅工区 建設工事の進捗状況
  - 青葉山駅 建築工事の進捗状況